# Piotr Jerpiłow
Piotr Iwanowicz Jerpiłow (ros. Пётр Ива́нович Ерпи́лов, ur. 3 września 1926, zm. 25 kwietnia 2005 w Moskwie) – radziecki działacz partyjny.

## Życiorys
W latach 1943-1945 służył w Armii Czerwonej, brał udział w wojnie z Niemcami, od 1950 pracował jako inżynier i technik. W 1953 został członkiem KPZR, od 1960 był funkcjonariuszem partyjnym. W latach 1979–1982 pełnił funkcję II sekretarza Komitetu Obwodowego KPK w Kokczetawie, a od 1982 do 22 października 1988 I sekretarza Komitetu Obwodowego KPK w Pawłodarze, następnie przeszedł na emeryturę. Od 25 lutego 1986 do 25 kwietnia 1989 był członkiem Centralnej Komisji Rewizyjnej KPZR. Deputowany do Rady Najwyższej ZSRR od IX do XI kadencji. Został pochowany na Cmentarzu Trojekurowskim.